# Stalowa Wola (przystanek kolejowy)
Stalowa Wola – przystanek kolejowy w Stalowej Woli, w województwie podkarpackim, w Polsce. Do niedawna zatrzymywały się tutaj pociągi TLK, dzisiaj już tylko pociągi Regio. Na terenie przystanku znajduje się zamknięty wybudowany na początku lat 50. budynek stacyjny, będący w złym stanie, w którym do 2012 roku znajdowały się czynne kasy biletowe.

## Ruch pasażerski
| Rok  | Wymiana pasażerska na dobę |
| ---- | -------------------------- |
| 2017 | 100-149                    |
| 2022 | 100-149                    |

## Galeria

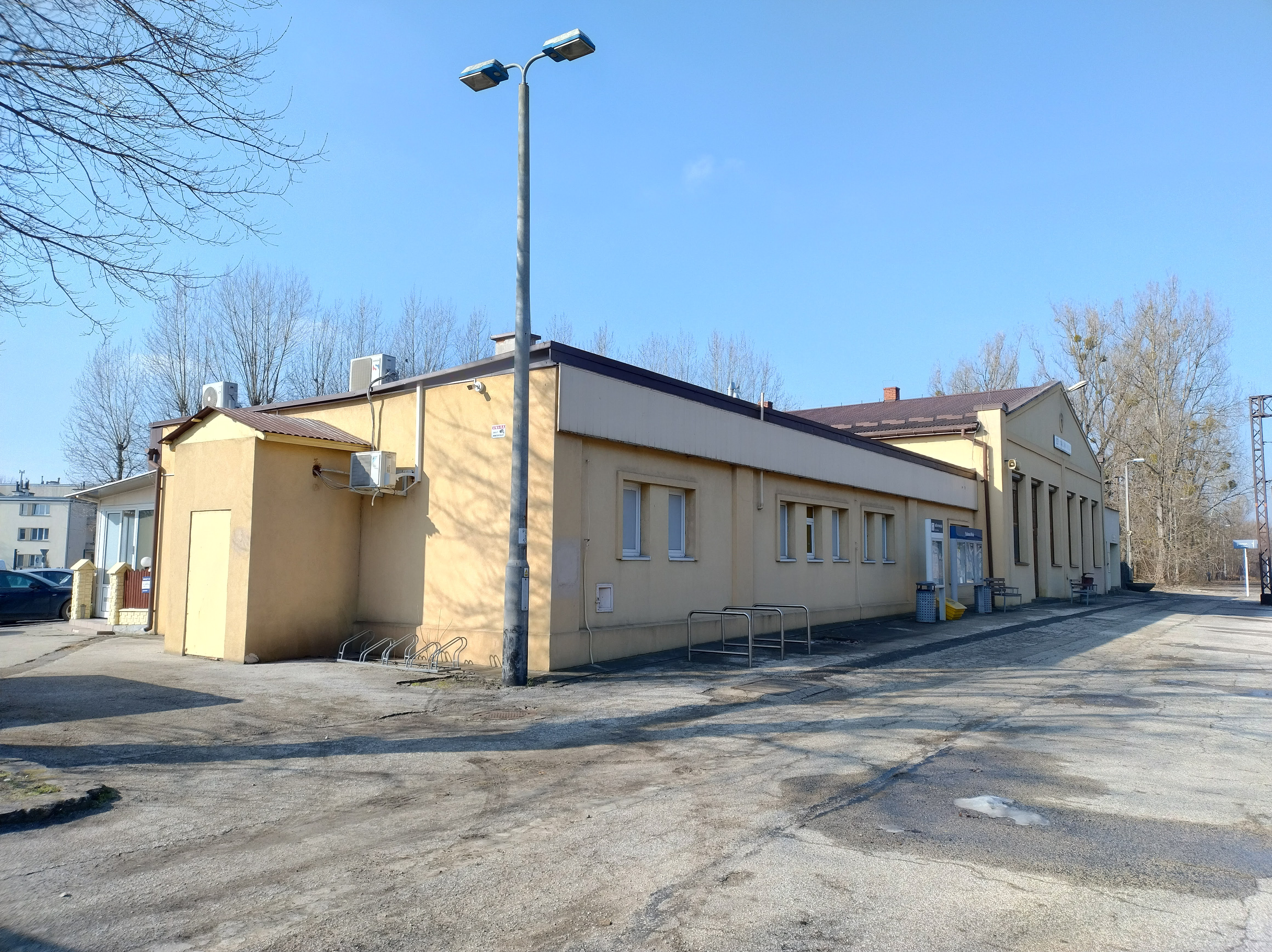
Widok na dworzec od strony torów (2025)
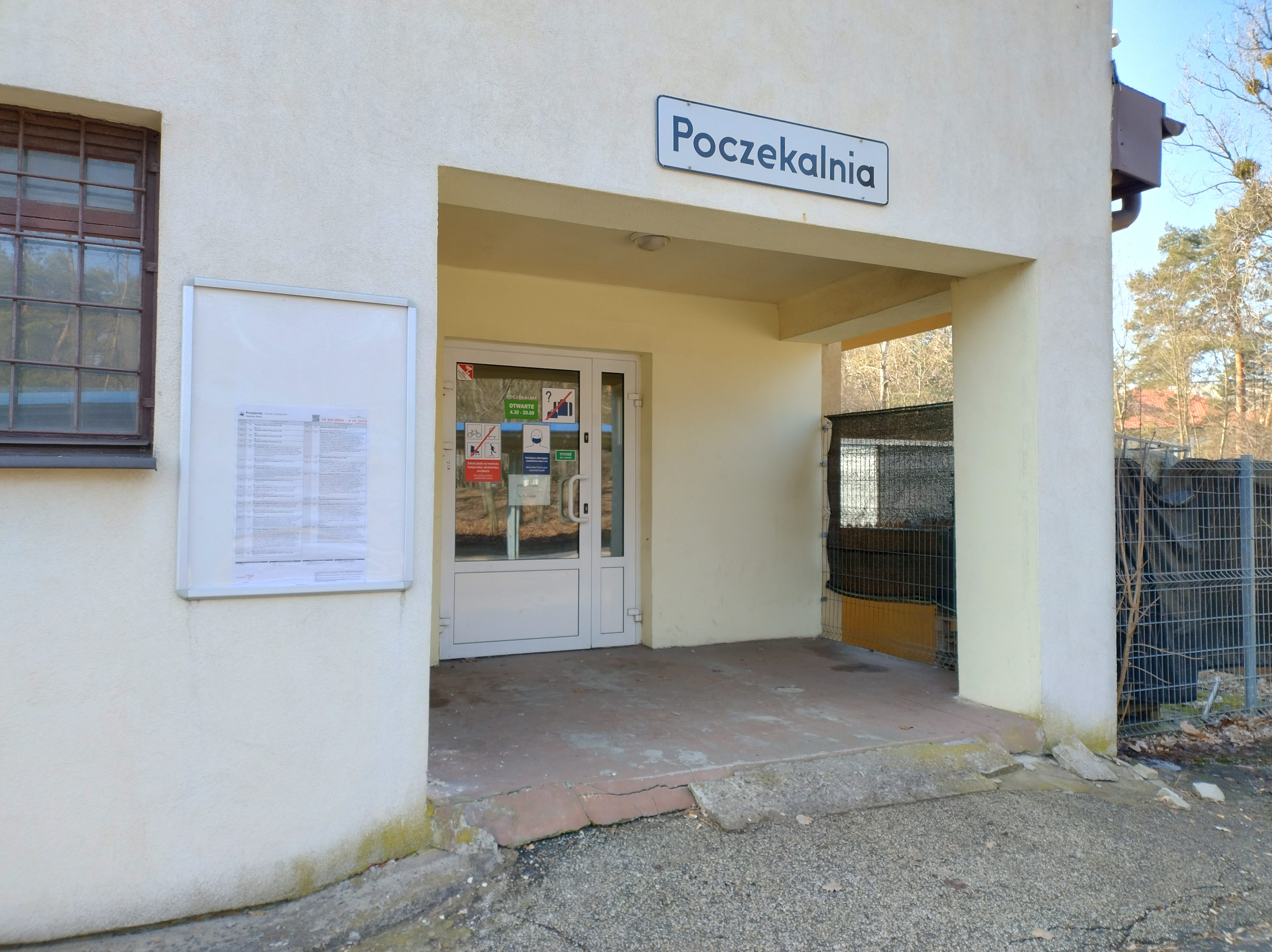
Nieczynna poczekalnia (2025)
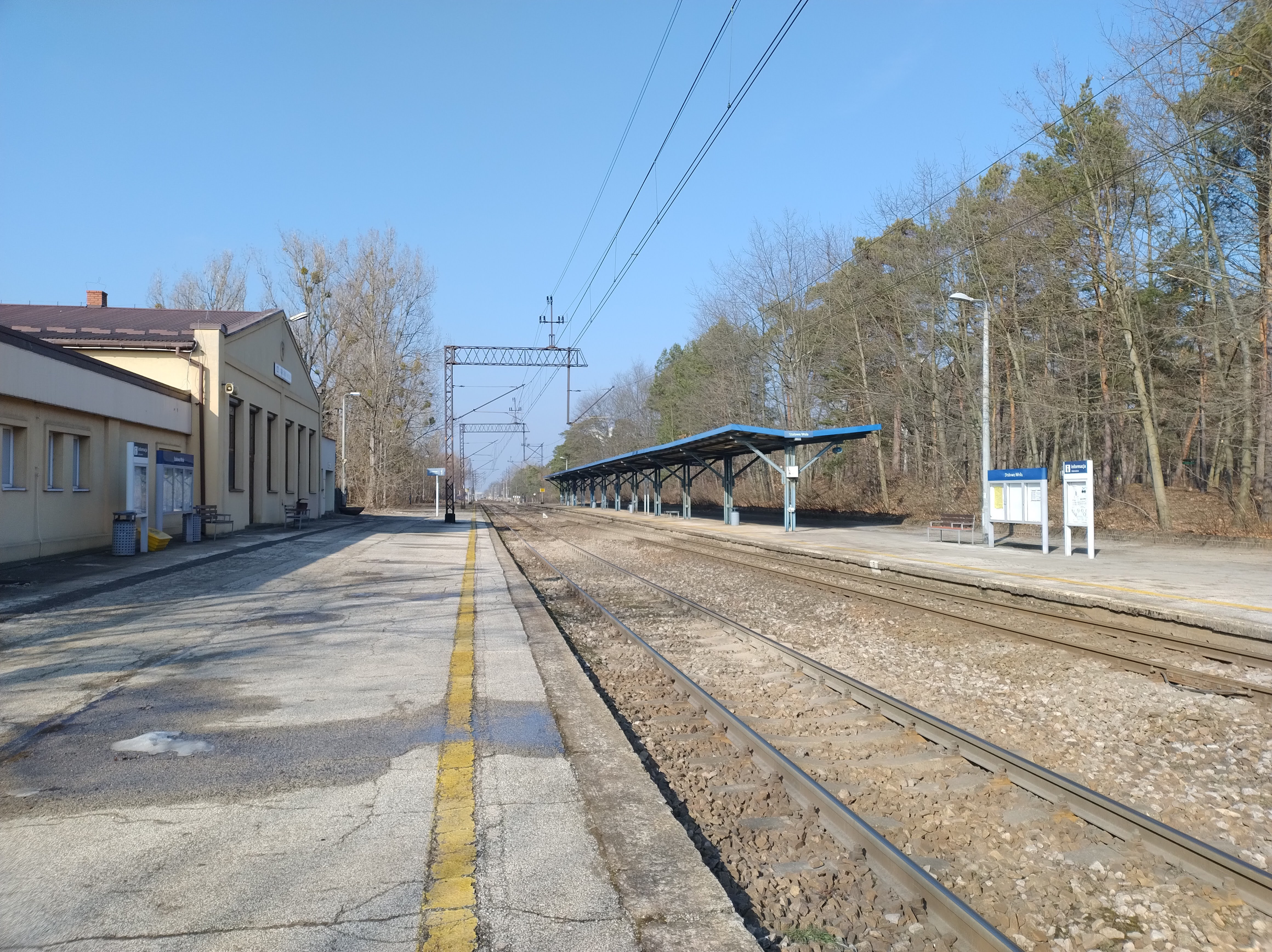
Przystanek (2025)